# Pepín Jiménez
 (septembre 2018).
Si vous disposez d'ouvrages ou d'articles de référence ou si vous connaissez des sites web de qualité traitant du thème abordé ici, merci de compléter l'article en donnant les références utiles à sa vérifiabilité et en les liant à la section « Notes et références ».
José Jiménez Alcázar dit « Pepín Jiménez », né le 9 septembre 1961[réf. nécessaire] à Lorca (Espagne, province de Murcie), est un matador espagnol.

## Biographie

### Carrière
- Débuts en novillada avec picadors : Carthagène (Espagne, province de Murcie) le 6 avril 1979 aux côtés de « El Mangui » et « Espartaco ». Novillos de la ganadería de Lorenzo y Alejandro García.
- Présentation à Madrid : 18 mai 1981 aux côtés de Juan Mora et Victor Mendes. Novillos de la ganadería de Lisardo Sánchez
- Alternative : Murcie (Espagne) le 5 septembre 1981. Parrain, Paco Camino ; témoin, Dámaso González. Taureaux de la ganadería de Juan Pedro Domecq.
- Confirmation d’alternative à Madrid : 21 mai 1982. Parrain, Rafael de Paula ; témoin, « El Soro ». Taureaux de la ganadería du marquis de Domecq.